# 圣若泽-杜萨布吉
圣若泽-杜萨布吉是巴西帕拉伊巴州的一个市镇。总面积206.914平方公里，总人口3831人，人口密度18.5人/平方公里。